# 439 (tal)
439 är det naturliga heltal som följer 438 och följs av 440.

## Matematiska egenskaper
- 439 är ett primtal[1].
- 439 är ett udda tal.

## Inom vetenskapen
- 439 Ohio, en asteroid.